# Щербачев, Олег Александрович
Олег Александрович Щербачёв (4 мая 1885 — 10 января 1928, Генуя) — офицер Русского императорского флота, флота ВСЮР, капитан 1-го ранга, участник Цусимского похода и сражения.
Дворянин Сын тайного советника, сенатора А. Н. Щербачёва, племянник посла в Константинополе.

## Биография
- 1904 — В составе «царского выпуска» окончил Морской кадетский корпус.
- 1904—1905 — В чине мичмана участвовал в Цусимском походе и сражении в качестве вахтенного офицера эскадренного броненосца «Орёл». Командовал кормовой 12-дюймовой башней. В бою с японской эскадрой около 16:30 получил тяжёлое ранение (потерял глаз). Взят в плен при сдаче броненосца.
- 13 июля 1905 — После излечения выписан из госпиталя.
- 8 февраля 1902 — Вернулся в Россию из плена.
- 7 сентября 1907 — Списан в экипаж.

Высокий худой блондин, сухой и сдержанный человек, получивший очень хорошее образование и знающий отлично языки английский и французский. Человек долга. Из него выработался отличный морской офицер. Свою 12-дюймовую башню кормовую знал отлично — в бою вел себя исключительно. В кают-компании любим. После суда кончил артиллерийский класс, не смотря на выбитый глаз был очень хорошим артиллеристом.
- Декабрь 1908 — в составе эскадры адмирала Литвинова принимал участие в спасении жителей пострадавшего от землетрясения итальянского города Мессины, за что был награждён итальянской памятной медалью.
- 1909 — Окончил Офицерский артиллерийский класс.
- 1914 — Окончил Николаевскую морскую академию.
- 1914—1915 — Старший офицер линкора «Петропавловск».
- 2 января 1915 — капитан 2-го ранга за отличие.
- Июнь 1915 — Командир канонерской лодки «Храбрый».
- 1916 — Штаб-офицер для поручений при командующем флотом Балтийского моря.
- 1918—1919 — Начальник отряда транспортных судов белой Сибирской флотилии.
- Май 1919 — Штаб-офицер связи с Союзным командованием в Константинополе
- Июль-октябрь 1919 — Морской представитель Главнокомандующего ВСЮР.
- 3 ноября 1919 — Морской агент в Турции, Болгарии и Греции.
- 28 марта 1920 — Капитан 1-го ранга (произведён за отличие по службе приказом Главнокомандующего Вооруженными Силами Юга России № 14)
- Апрель-декабрь 1920 — Морской агент в Константинополе и Белграде. Эмигрировал в Италию.

Умер в Генуе 10 января 1928 года.